# 鄂温克族自治旗
鄂温克族自治旗位于中国内蒙古自治区东北部，是呼倫貝爾市中部下轄的一個自治旗，面积1.91万平方公里，旗政府驻巴彦托海镇。該旗以鄂温克族和汉族為主。旗人民政府驻巴彦托海镇。

## 历史
清代将达斡尔、鄂温克和鄂伦春等族合称为“索伦”，以畜牧和狩猎为生。雍正十年（1732年）清廷将一部分鄂温克族从雅鲁河迁来此地，与达斡尔族郭博勒、敖拉和莫尔丁各姓合编为旗，分索伦左右两翼八旗。1931年“九一八”事变后，日军扶植傀儡政权满洲国，将索伦两翼八旗与布利亚特（清末由俄罗斯迁入呼伦贝尔之布里亚特人）、额鲁特等旗合并，于1934年设立“索伦旗”。中华人民共和国成立後，1958年8月1日，根据国务院第77次会议决定，撤销原索伦旗建置，成立鄂温克族自治旗。

## 地理
鄂温克族自治旗位于呼伦贝尔大草原南端，东街大兴安岭脊梁为界。坐标东经118°48′02″～121°09′25″，北纬47°32′50″～49°15′37″。东与牙克石市接壤，南同扎兰屯市、兴安盟的阿尔山市交界，西和新巴尔虎左旗为邻，北邻海拉尔区、陈巴尔虎旗。属北中温带大陆性季风气候。
自治旗地处大兴安岭山地西北坡，处于大兴安岭山地向呼伦贝尔平原的过渡地段，地势由东南向西北倾斜。平均海拔高度800～1000米。最高点是东南部山地的伊和高古达山，海拔1706.6米，最低处在伊敏河谷地，海拔602米。
自治旗可分为三个地貌区：大兴安岭中山—低山地貌组合、低山—丘陵地貌组合、残丘—高平原地貌组合。自治旗河流属额尔古纳河水域，海拉尔河水系。旗境内有263条河流，其中河流长度在20公里以上的31条，河流总长度为5397.97公里。较大的河流有伊敏河、辉河、锡尼河。

## 行政区划
鄂温克族自治旗下辖4个镇、1个民族乡、5个苏木：
巴彦托海镇、大雁镇、伊敏河镇、红花尔基镇、巴彦嵯岗苏木、锡尼河西苏木、锡尼河东苏木、巴彦塔拉达斡尔民族乡、伊敏苏木、辉苏木、巴彦托海经济开发区和呼伦贝尔新城区。

## 人口
根據第七次人口普查數據，截至2020年11月1日零時，鄂温克族自治旗常住人口為141102人。

## 资源
自治旗境内森林茂密，河流纵横，草场丰美，矿产资源丰富。全旗有草原128.9万公顷，占全旗面积的68.9%；林区112公顷，占全旗面积的58.9%。
全旗已探明的煤储量为103.12亿吨以上。旗内植物有72科284属621种。有国家二级保护植物：樟子松、兴安柳。还有草原白蘑、花脸蘑、紫蘑、灵芝等菌类。旗境内栖息的野兽种类据统计有4个目、14科49种。其中有国家保护的珍稀动物12种。鸟类比较丰富，据记载伊敏河流域鸟类有16个目、34个科140种。

## 产业
21世纪初，该地主要发展以旅遊與貿易的產業，其中與俄羅斯與蒙古國的跨境貿易為主軸。
自治旗草原东南部，距旗所在地150公里处，有与举世闻名的维纳河矿泉，是观光旅游疗养胜地。巴彦胡硕旅游区和红花尔基森林公园已被国家旅游景区质量等级评审部门初审评定为2A级和A级。辉河湿地保护区已批准为省（区）级重点自然保护区。